# Tempel (buurtschap)
Tempel is een buurtschap behorende tot de gemeente Bodegraven-Reeuwijk in de Nederlandse provincie Zuid-Holland. Het ligt ten noorden van Reeuwijk nabij Oud-Reeuwijk en heeft 195 inwoners (in 2017). 

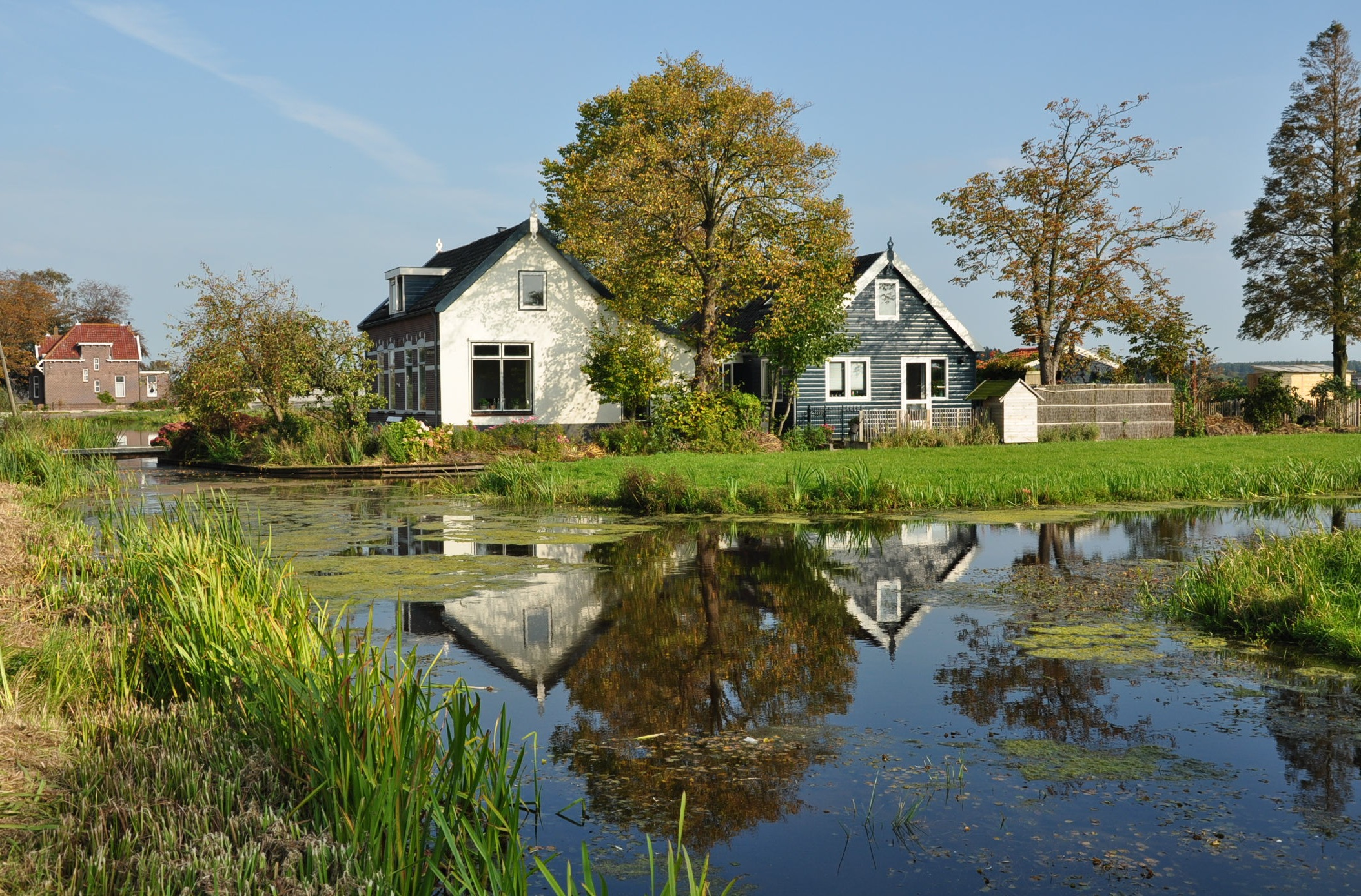
Nazomer in Tempel

Waar de naam vandaan komt is niet zeker, maar er zou een veenstroom zijn geweest met de naam Tempel die uitmondde in de Gouwe. Deze veenstroom staat op oude kaarten. Ook zou het een verbastering van timpe kunnen zijn, een rechthoekig stuk grond.

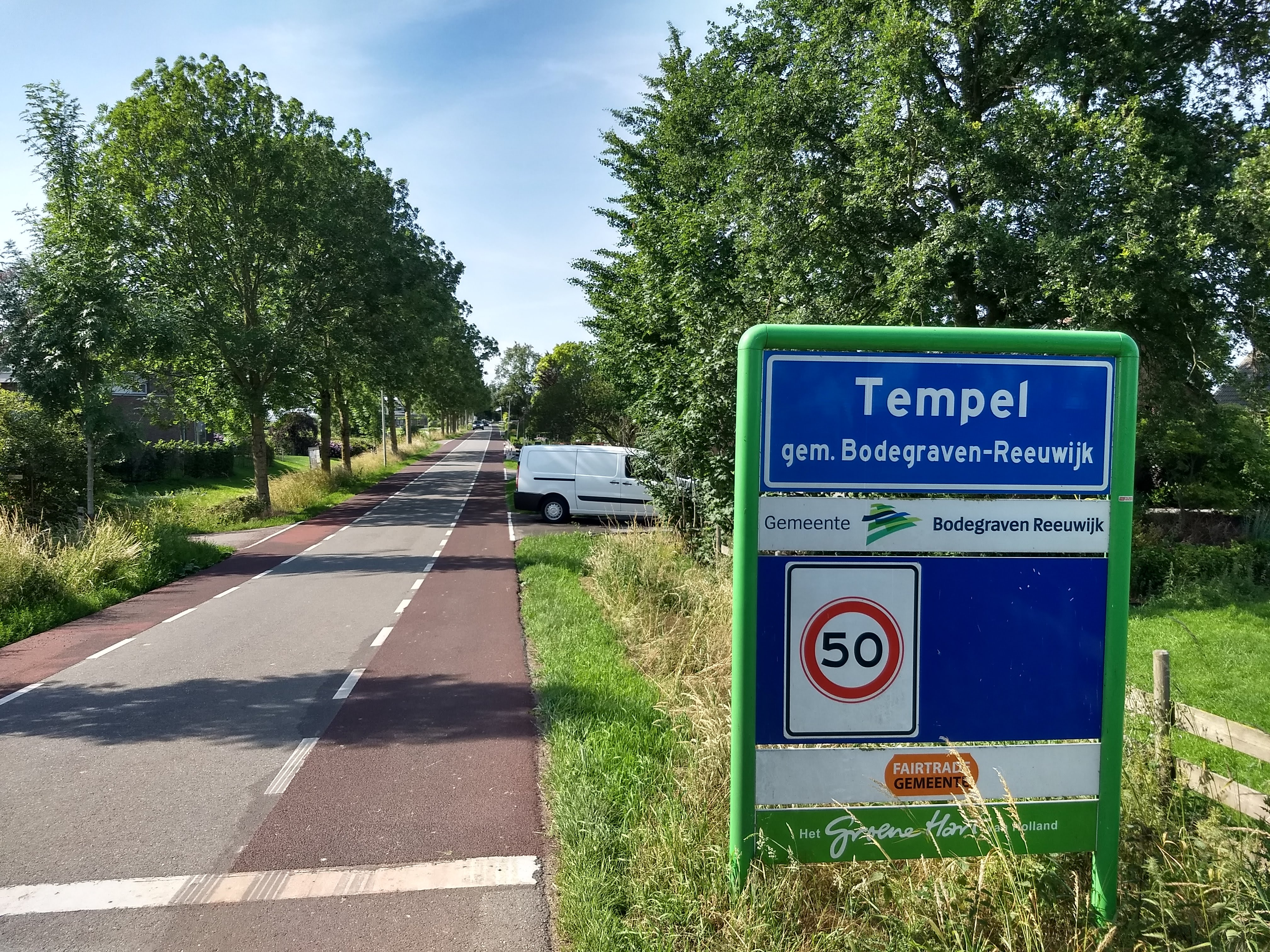
2020, binnenrijden buurtschap vanaf de A12

Dorpen: Bodegraven · De Meije · Driebruggen · Nieuwerbrug · Reeuwijk-Brug · Reeuwijk-Dorp · Sluipwijk · Waarder

Buurtschappen: Abessinië · De Bree · Foreest · Hogebrug · Langeweide · Middelburg (deels) · Molenbrug · Noordzijde · Oosteinde · Oud-Reeuwijk · Oud-Bodegraven · Oudeweg · Oukoop · Platteweg · Randenburg · Tempel · Twaalfmorgen · Vogelzang/Blindeweg · Westeinde · Weijland · Weijpoort · Zuidzijde

Zuid-Holland: Steden en dorpen      Nederland: Provincies · Gemeenten